# Čelinac
Čelinac (ciríl·lic: Челинац) és un municipi de la part nord-occidental de Bòsnia i Hercegovina, amb una població de 16874 persones segons els resultats preliminars del cens de 2013. Čelinac forma part de la República Srpska. Es troba a la part nord-occidental de Bòsnia i Hercegovina entre les ciutats de Laktaši i Prnjavor al nord, Teslić a l'est, Kotor Varoš al sud i Banja Luka a l'oest. Actualment, segons els resultats preliminars del cens de 2013, Čelinac té una població total de 16.874.